# Запаздывание потенциала
Запаздывание потенциалов (отставание поля) — эффект искажения кулоновской симметрии поля движущегося электрического (или гравитационного) заряда по сравнению с покоем. 

## История
Впервые теоретически для электрических зарядов этот эффект рассматривали А. Лиенар (1898) и Э. Вихерт (1900). В их представлении этот эффект заключался в том, что поверхности равных потенциалов поля движущегося заряда (эквипотенциали) при его движении из-за конечности скорости распространения электромагнитных волн смещаются (относительно текущего положения заряда) в сторону, обратную направлению скорости заряда («запаздывают»). Это выражается в увеличении напряженности поля впереди движущегося заряда и уменьшении позади. После создания теории относительности это явление (также под названием «запаздывание потенциалов» и тоже под именами А. Ленара и Э. Вихерта) было отнесено к 4-мерному пространству-времени, что в проекции на трехмерное пространство дает «деформацию» поля не в виде отставания эквипотенциалей, а в виде сжатия поля (уменьшения напряженности поля впереди и позади заряда и увеличение в поперечных направлениях).

## Доказательство
Доказательство первого (классического) представления сразу вытекает из известного явления - эффекта Доплера, имеющего место при движении источника электромагнитных волн (световых и радио) и заключающегося в уменьшении длины волн впереди источника и увеличении позади с соответствующей обратной разностью амплитуд волн напряженности. Конкретно для источника радиоволн можно положить переменный потенциал на штырьевой антенне находящейся в движении. В этом случае очевидно, что, уменьшая частоту переменного потенциала на антенне вплоть до нуля, придем к стационарной (классической) картине "отстающего" поля.

## Наблюдения
Обнаружилось, что классическое представление о деформации поля движущихся зарядов (и электрических, и гравитационных) оказалось более богатым эвристическими следствиями. Так оно позволило объяснить такие фундаментальные (но обнаруженные только как опытные) постулаты физики как закон Ампера (взаимодействие токов), закон Фарадея (электромагнитной индукции). Также обнаружилось (интегрированием поля), что «деформационная» добавка энергии поля движущегося заряда по сравнению с покоящимся в классическом представлении оказалась равной кинетической энергии движения заряда (то же и для гравитационного заряда-массы и его гравитационного поля), что объяснило суть явления накопления кинетической энергии при движении этих зарядов и, следовательно, суть 2-го (ранее только опытного) Закона Ньютона.